# Satrapija Armenija
Satrapija Armenija (armensko Սատրապական Հայաստան, latinizirano: Satrapakan Hayastan, staroperzijsko 𐎠𐎼𐎷𐎡𐎴, latinizirano: Armina, Arminija je območje, ki ga je nadzirala rodbina Orontidov (armensko Երվանդունիներ, latinizirano: Yervanduniner; 570–201 pr. n. št.) je bila ena od satrapij Ahemenidskem cesarstvu v 6. stoletju pr. n. št., ki je kasneje postala samostojno kraljestvo, njegovi prestolnici sta bili Tušpa in kasneje Erebuni.

## Zgodovina

### Izvor
Po propadu kraljestva Urartu (Ararat) je bila regija pod upravo Medijskega cesarstva in Skitov. Kasneje je ozemlje osvojilo Ahemenidsko cesarstvo, ki ga je vključilo kot satrapijo in ga tako imenovalo dežela Armina (v starem perzijskem jeziku; Harminuja v elamitskem jeziku; Uraštu v babilonščini).

### Orontidi
Rodbina Orontidov ali znana po domačem imenu Eruandid ali Yervanduni je bila dedna rodbina antične Armenije in vladarji države naslednice železnodobnega kraljestva Urartu (Ararat) . Zgodovinarji trdijo, da je bila dinastija iranskega porekla  in, čeprav ne povsem jasno, nakazujejo, da je imela dinastične družinske povezave z vladajočo rodbino Ahemenidov . Orontidi so ves čas svojega obstoja poudarjali svojo pripadnost Ahemenidom, da bi okrepili svojo politično legitimnost.
Člani rodbine so Armeniji vmesno vladali od 6. do vsaj 2. st. pr. n. št., najprej kot kraljevi vazali ali satrapi Medijskega in Ahemenidskega cesarstva in pozneje, po propadu slednjega, kot vladarji neodvisnih kraljestev in kasneje kot kralji Sofene in  Komagene, ki sta sčasoma podlegla Rimskemu cesarstvu.
Orontidi so vzpostavili svojo nadvlado nad Armenijo v času skitske in medinske invazije v 6. st. pr. n. št. .  Njen ustanovitelj je bil Oront I. Sakavakjac (armensko: Երվանդ Ա Սակավակյաց, Ervand I. Sakavakjac). Njegov sin Tigran Orontid je združil svoje sile s Kirom Velikim in ubil medijskega kralja. Movses Khorenaci ga je imenoval za »najbolj moder, najmočnejši in najbolj pogumen armenski kralj«.
Od leta 553 pr. n. št. do 521 pr. n. št. je bila Armenija podložno kraljestvo Ahemenidskega cesarstva, toda ko je bil kralj Darej I., se je odločil za osvojitev Armenije. Poslal je Armenca z imenom Dâdarši, da ustavi upor proti perzijski vladavini, pozneje pa ga je nadomestil s perzijskim generalom Vaumiso, ki je leta 521 pr. n. št. premagal Armence. Približno v istem času je še en Armenec po imenu Araka, sin Haldita, trdil, da je sin zadnjega babilonskega kralja Nabonida in se preimenoval v Nabukadnezar IV. Njegov upor je bil kratkotrajen in ga je zatrl Intafrenes, Darjeve nosilec loka.
Po bitki pri Gavgameli (331 pr. n. št.) je Orontu III. uspelo ponovno pridobiti neodvisnost Armenije. Toda Armenijo je leta 201 pr. n. št. osvojil Artaksij I., general Selevkidskega cesarstva in prav tako rekel, da je član rodbine Orontidov. Zadnji orontidski kralj Oront IV. je bil ubit, vendar so Orontidi še naprej vladali v Sofeni in Komageni do 1. stoletja pred našim štetjem.
V dveh napisih kralja Antioha I. Teos iz Komagene na njegovem spomeniku na gori Nemrut, se Oront I. (sin Artasourasa in mož Artakserksove hčere Rhodogoune) šteje za prednika vladavine Orontidov nad Komageno, ki je svojo družino izsledil do Dareja Velikega.